# Бабу Гулабрай
Бабу Гулабрай (хинди बाबू गुलाबराय, англ. Babu Gulabrai; 17 января 1888, Этавах, Северо-Западные провинции — 13 апреля 1963, Агра, Уттар-Прадеш) — индийский писатель

 на хинди, государственный деятель.

## Биография
Сын судебного чиновника. Изучал философию в колледже Сент-Джонс в г. Агра, затем право в колледже Агры, которые в то время входили в состав Аллахабадского университета.
Работал у правителя (махараджи) Чхатарпура личным секретарём, затем главным судьёй и диваном (премьер-министром) княжества Алигарх. После смерти махараджи вернулся в Агру и занялся литературным творчеством. Преподавал в колледже Сент-Джонс.
В 1957 году вице-президент Индии В. В. Гири, присвоил Б. Гулабраю звание почётного доктора Университета Агры.

## Творчество
Начинал писать философские эссе на английском языке, затем перешёл на хинди, чтобы популяризировать свой национальный язык. Его первые две работы, Shanti Dharma и Maitri Dharma, уже отражали его идеологию и интересы.
Автор ряда книг в области философии, психологии, политики и естественных наук. Создал много
сатирических и биографических книг и очерков. Ему принадлежит история литературы на хинди Hindi sahitya ka subodh itihaas, особенно популярная среди многих поколений читателей, которая выдержала 47 изданий.
Внёс большой вклад в развитие языка и литературы хинди.

## Избранные произведения
शांति धर्म — 1913

मैत्री धर्म — 1913

कर्तव्य शास्त्र — 1915

तर्क शाास्त्र — 1916

पाश्चात्य दर्शनों का इतिहास — 1917

फिर निराशा क्यों — 1918

नवरस — 1933

प्रबंध प्रभाकर — 1933

निबंध रत्नाकर — 1934

विज्ञान विनोद — 1937

हिंदी साहित्य का सुबोध इतिहास — 1940

हिन्दी साहित्य का संक्षिप्त इतिहास — 1943

मेरी असफलताएँ — 1946

सिद्धांत और अध्ययन — 1946

काव्य के रूप — 1947

हिंदी काव्य विमर्श — 1947

साहित्य समीक्षा — 1947

हिंदी नाट्य विमर्श — 1947

भारतीय संस्कृति की रूप रेखा — 1952

गांधीय मार्ग — 1953

मन की बाते — 1954

अभिनव भारत के प्रकाश स्तम्भ — 1955

सत्य और स्वतंत्रता के उपासक — 1955

कुछ उथले कुछ गहरे — 1955

मेरे निबंध — 1955

जीवन पथ — 1954

अध्ययन और अस्वाद — 1956

विद्यार्थी जीवन — 1956

हिंदी कविता और रहस्यवाद — 1956